# Very (cràter)
Very és un petit cràter d'impacte de la Lluna, localitzat en la part oriental de la Mare Serenitatis, a l'oest-sud-oest de Le Monnier. Altres cràters propers són Posidonius al nord-est, Sarabhai gairebé a l'oest, i Luther al nord.

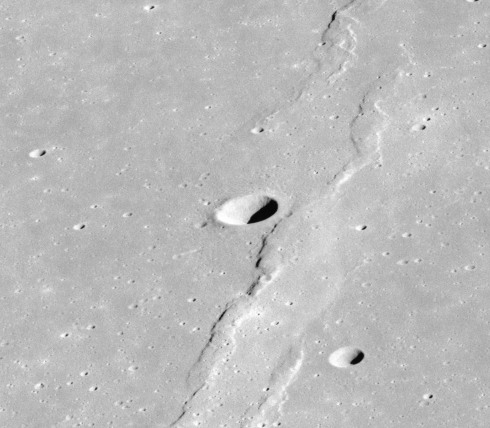
Vista obliqua des de l'Apollo 17
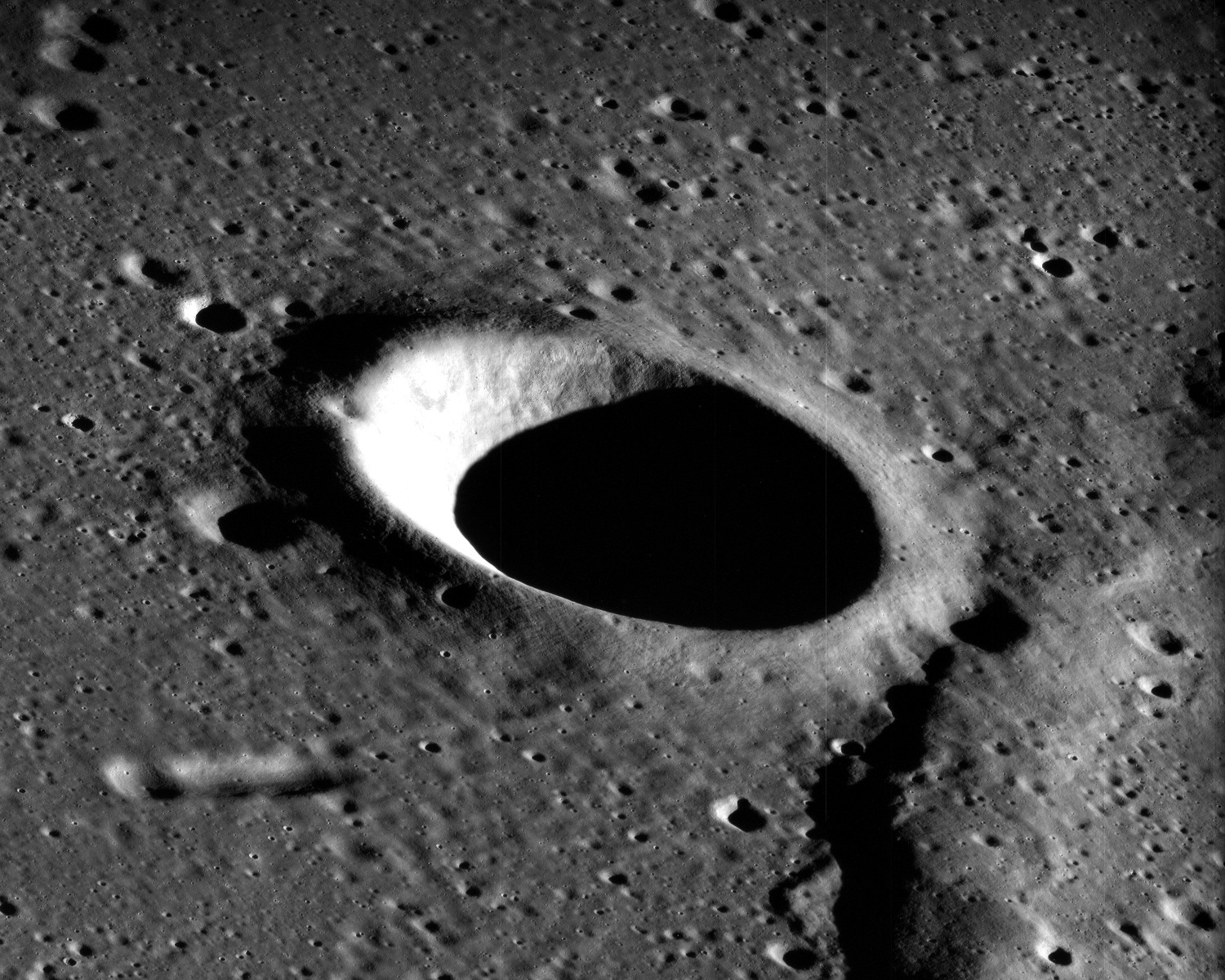
Vista des de l'Apollo 17

Es troba sobre una cresta amb sentit nord-sud anomenada Dorsa Smirnov.

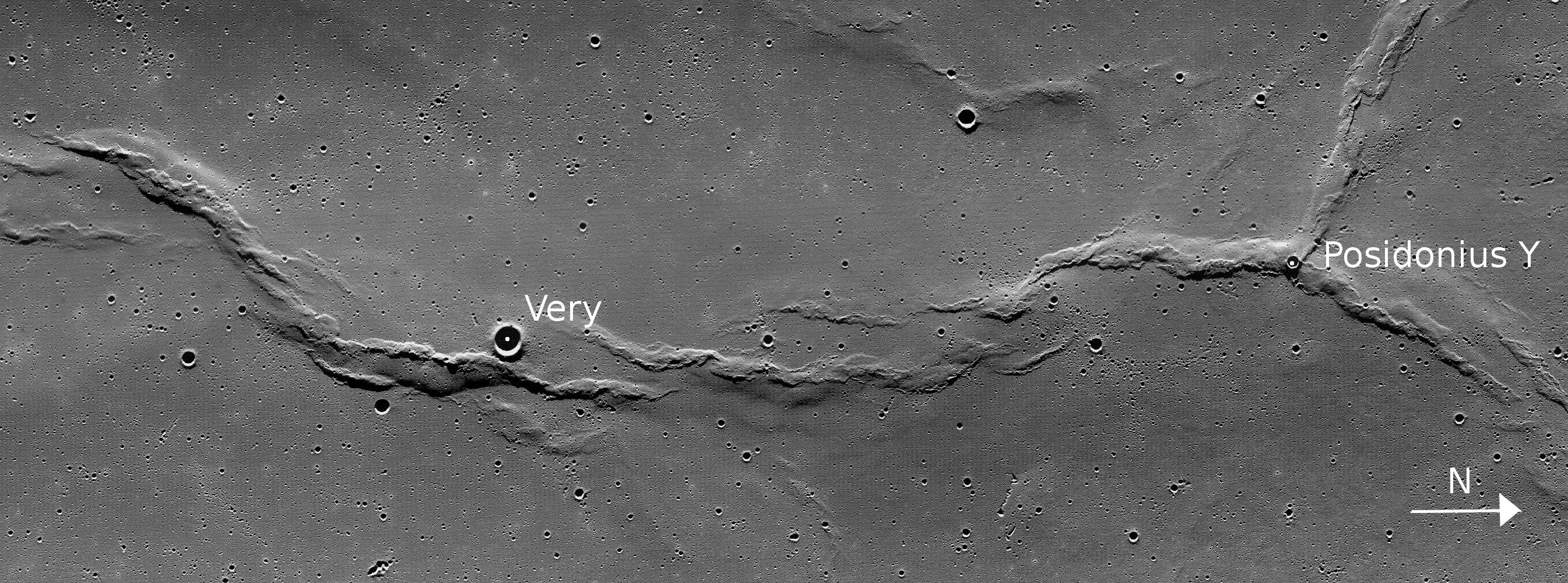
Very, a la trajectòria de la Dorsa Smirnov

El cràter era prèviament conegut com Le Monnier B, un cràter satèl·lit de Le Monnier, abans de ser reanomenat per la UAI el 1973.